# Jaszín Bentála
Jaszín Bentála (1955. szeptember 24. – ) algériai válogatott labdarúgókapus.

## Pályafutása

### Klubcsapatban
1974 és 1975 között az algériai UPC Salembier játékosa volt. 1975 és 1980 között a NA Hussein Dey, 1980 és 1982 között az RC Kouba csapatában játszott. 1982-től 1992-ig a   az USM Alger csapatát erősítette. 1992 és 1993 között Katarban szerepelt az Al Wasl együttesében.    

### A válogatottban
1980 és 1982 között 7 alkalommal szerepelt az algériai válogatottban. Részt vett az 1982-es afrikai nemzetek kupáján és az 1982-es világbajnokságon.